# Android Auto
Android Auto — мобільний застосунок, розроблений Google для відображення функцій пристрою Android, наприклад смартфона, до сумісного в машині інформаційного та головного пристрою. 
Коли пристрій Android з'єднаний з головним пристроєм, система відображає програми на дисплеї автомобіля. Підтримувані програми включають GPS-карти та навігацію, відтворення музики, SMS, телефон та вебпошук. Система підтримує як сенсорний екран, так і керовані кнопками дисплеї головного апарату. Функціонування без рук за допомогою голосових команд є доступним і рекомендує мінімізувати відволікання водіння. 
Android Auto є частиною Open Automotive Alliance, у який входять 28 виробників автомобілів і Nvidia (як постачальником технологій), що доступний у 36 країнах.

## Функціональність

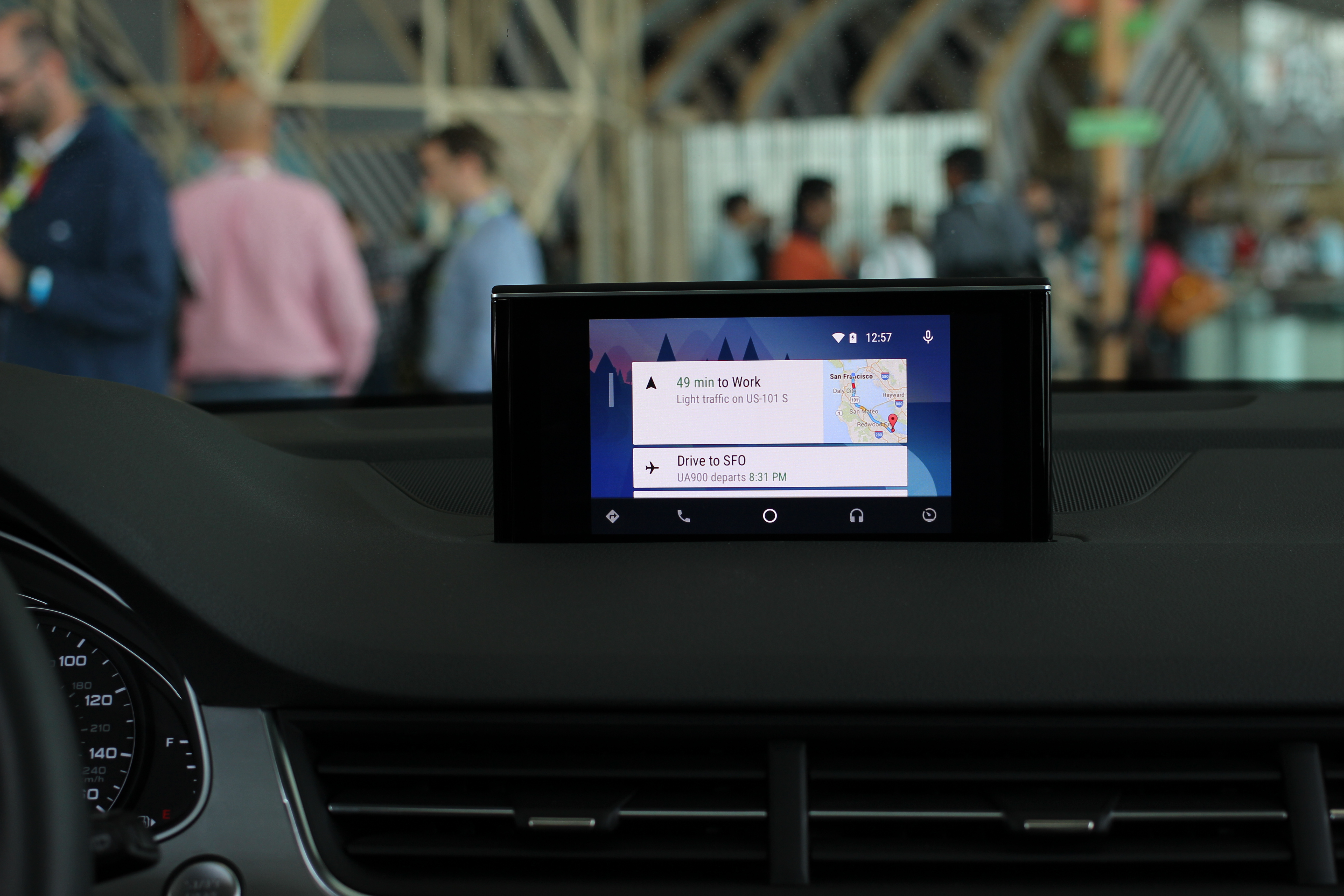
Домашній екран Android Auto

Найпоширеніший спосіб запуску Android Auto — це мобільний пристрій на Android, на якому працює додаток Android Auto, який керує панеллю приладів головного пристрою, що підтримує цю функціональність. Після підключення пристрою Android до транспортного засобу головний пристрій буде служити зовнішнім дисплеєм для пристрою Android, представляючи підтримуване програмне забезпечення в специфічному для автомобіля користувальницькому інтерфейсу, наданому додатком Android Auto. У перших ітераціях Android Auto пристрій потрібно було підключити до автомобіля через USB.
 

Крім того, в листопаді 2016 року Google додав можливість запускати Android Auto як звичайний додаток на пристрої Android, тобто не прив’язаний до головного пристрою автомобіля, що дозволяє використовувати його на головних пристроях з управлінням Android або просто на особистих телефонах або планшетах у транспортному засобі. Крім того, 1 січня 2018 року було оголошено, що JVCKenwood на CES 2018 буде демонструвати бездротові головні пристрої з підтримкою Android Auto, які зможуть працювати без необхідності дротового з'єднання.

## Доступність

Країни, де доступно Android Auto

Станом на квітень 2021 року Android Auto доступний у 42 країнах.: 
- Австралія
- Австрія
- Аргентина
- Бельгія
- Болівія
- Бразилія
- Венесуела
- Гватемала
- Домініканська республіка
- Еквадор
- Індія
- Ірландія
- Іспанія
- Італія
- Канада
- Колумбія
- Коста-Рика
- Мексика
- Нідерланди
- Німеччина
- Нова Зеландія
- Норвегія
- Об'єднане Королівство
- Панама
- Парагвай
- Перу
- Південна Африка
- Південна Корея
- Португалія
- Пуерто-Рико
- Росія
- Сінгапур
- Сполучені Штати
- Тайвань
- Уругвай
- Філіппіни
- Франція
- Чилі
- Швейцарія
- Швеція
- Японія

## Історія
- 25 червня 2014 року: Android Auto дебютував на Google I/O 2014
- 19 березня 2015 року: реліз Android Auto[8]
- Листопад 2016 року: Google додав можливість запустити Android Auto як звичайний додаток на Android пристрої.[5]
- Липень 2019 року: Android Auto отримав своє перше велике оновлення інтерфейсу користувача, яке, серед інших змін, вперше принесло меню застосунків в Android Auto. Google також оголосив, що можливість використання додатка в телефоні буде припинена на користь режиму їзди в Google Assistant.[9]
- Грудень 2020 року: Google оголосили про розширення Android Auto до 36 країн включайючи країни Європи, Індонезію та інші.[10]
- Квітень 2021 року: Android Auto було запущено в Бельгії, Данії, Нідерлендах, Норвегії, Португалії та Швеції.[11]

## Підтримка додатків
Було випущено SDK для Android Auto, що дозволяє стороннім розробникам змінювати свої програми для роботи з Android Auto; спочатку були доступні лише API-програми для музики та обміну повідомленнями, але очікується, що через Android Auto мобільний пристрій отримає доступ до декількох датчиків та входів автомобіля, таких як GPS та якісні GPS-антени, кнопки, встановлені на кермі, звукова система, динаміки спрямованого спрямування, мікрофони спрямованості, швидкість колеса, компас, мобільні антени тощо. Також є частковий доступ до даних про автомобіль, функція, яка ще розробляється.
На CES 2018 компанія Google підтвердила, що Google Assistant з'явиться на Android Auto пізніше цього ж року.
Наразі підтримувані програми включають Google Карти та Waze, популярні музичні плеєри, такі як Google Play Музика, YouTube Music, Amazon Music, Apple Music та Spotify; і додатки для обміну повідомленнями, включаючи WhatsApp, Facebook Messenger, Google Hangouts, Skype і Telegram.

## Підтримка головного апарату
У травні 2015 року Hyundai став першим виробником, який отримав підтримку Android Auto, зробивши її вперше доступною у Hyundai Sonata 2015 року. Виробники автомобілів, які пропонують підтримку Android Auto у своїх автомобілях, включають Abarth, Acura, Alfa Romeo, Audi, Bentley (незабаром), Buick, BMW (незабаром), Cadillac, Chevrolet, Chrysler, Dodge, Ferrari, Fiat, Ford, GMC, Genesis, Holden, Honda, Hyundai, Infiniti, Jaguar Land Rover, Jeep, Kia, Lamborghini, Lexus, Lincoln, Mahindra і Mahindra, Maserati, Mazda, Mercedes-Benz, Mitsubishi, Nissan, Opel, Peugeot, RAM, Renault, SEAT, Škoda, SsangYong, Subaru, Suzuki, Tata Motors Cars, Toyota, Volkswagen і Volvo.
Крім того, аудіосистеми, що підтримують Android Auto, додають цю технологію в приймаючі машини, включаючи Pioneer, Kenwood, Panasonic, та Sony.

## Критика
У травні 2019 року Італія подала скаргу до антимонопольного регулювання, спрямовану на Android Auto, посилаючись на те, що політика Google щодо заборони лише сторонніх засобів масової інформації та програм обміну повідомленнями на платформі не дозволила Enel запропонувати додаток для розміщення станцій зарядки транспортних засобів.
Спочатку Google не надавала стороннім сторонам можливість інтегрувати свої програми для картографування з Android Auto, доступні лише власні програми, Google Карти та Waze. Але з 2020 року доступні також сторонні програми для картографування, такі як Sygic.
Google оголосила про випуск нового SDK для обраних партнерів у серпні 2020 року, який буде загальнодоступним до кінця 2020 року.